# Törlalm
Die Törlalm (auch: Törl-Alm) ist eine Alm im Lattengebirge auf dem Gebiet der Gemeinde Schneizlreuth. Die Törlalm und andere Almen im Lattengebirge, wurden bereits im Jahre 1386 in Archiven erwähnt und sind die ältesten der Südostecke Bayerns. Sie war in den Sommermonaten bewohnt.

## Heutige Nutzung
Die Törlalm wird nach wie vor landwirtschaftlich genutzt und gemeinsam mit der Mitteralm von der Kothalm aus mitbestoßen. Der Kaser der Törlalm ist verfallen.

## Lage
Die Törlalm befindet sich im Lattengebirge in den Berchtesgadener Alpen südlich des Törlkopfes auf einer Höhe von etwa 1440 m ü. NN.